# Rutebeuf
Rutebeuf [ʁytbœf] (fornfranska Rustebeuf), född cirka 1230 och död cirka 1285, var en fransk diktare.
Det finns inalles 56 olika arbeten av honom som består av fromma klosterlegender, allegoriska poem och dramer, fabliåer och satirer. Hans drama Le miracle de Théophile är märkligt som en parallell till Faustdramat. Mest lyckad är han dock som fabliåförfattare och satiriker.